# Климент V
Папа Климент V (на латински: Clemens P.P. V) роден Бертран дьо Гот (на френски: Raymond Bertrand de Got, понякога изписвано Gouth или Goth) (около 1264 – 20 април 1314) е 195-ият папа от 1305 до смъртта си. Гасконец по рождение, Климент V е под силно влияние на френския крал Филип Хубави. Запомнен като папата разпуснал Тамплиерския орден. Премества папската столица в Авиньон, започвайки Авиньонското папство.

## Ранни години
Бертран дьо Гот е роден около 1264 в град Вилебдро, Гаскония. Произлиза от заможно семейство. Един от по-големите му братя е назначен за Архиепископ на Лион, а по-късно – кардинал на Албино и папски легат във Франция. Като младеж, Бертран изучава изкуство в Тулуза както и Канонично и Гражданско право в Орлеан и Болоня. Назначен за архидякон на Бордо, където, въпреки че е поддръжник на английския крал, той остава близък приятел на френския крал Филип IV Хубави. Поддръжник на папа Бонифаций VIII, Бертран е назначен от него за епископ на Бордо, както и за личен свой капелан.

## Начало на понтификата
Той е избран на 5 юни 1305 от десет от петнадесетте кардинала свикани на конклав в Перуджа. Конклавът е свикан скоро след смъртта на Бенедикт IX през юли 1304 и продължава близо единадесет месеца поради не единодушието на френските и италиански кардинали. Тъй като Бертран не е нито французин нито италианец, изборът му за папа може да се сметне за компромис, в знак на примирие между двата лагера.
Бертран е осведомен за избора в Бордо и е призован при кардиналите в Перуджа, от където да потеглят заедно за Рим, където да бъде коронован. Вместо това, Бертран настоява папската колегия да дойде в Лион, за встъпването му във власт. Той е коронован на 14 ноември 1305 в Лион, избирайки името Климент V. Началото на управлението му е отпразнувано с великолепие. Между присъстващите са както кардиналите избрали го за водач на християнския свят, така и видни представители на европейските кралства, представители на английския крал Едуард I Дългокракия и лично присъстващия френски крал (и бъдещ политически съюзник на Климент V) Филип IV Хубави.

## Раздяла с Рим
През март 1309 целият папски двор се премества от Поатие, където е установен от възкачването на Климент V, в Авиньон, тогава част от Френското кралство под феодалството на Сицилианския крал Карл II.  Преместването на папската столица е оправдано от французите с безбройните опасности на Рим, разногласията и честите публични боеве между враждуващи фамилии, политическата нестабилност и опасност, както и избухналия пожар изпепелил Базиликата Сан Джиовани Латерано.
Тази неочаквана стъпка от страна на папата се оказва почти фатална за католицизма, подлагайки на съмнение идеята за върховенството на Папството. Преместването на папската столица от Рим в Авиньон, наричано понякога Авиньонски плен продължава шейсет и девет години до управлението на папа Григорий XI, който премества столицата обратно в Рим през 1378 година под влияние на св. Екатерина Сиенска.

## Външна политика
Въпреки силното желание на Филип Хубави по-малкият му брат Шарл дьо Валоа да бъде избран за германски крал и евентуално и Император на Свещената Римска Империя, Климент V не му съдейства. Опасявайки се, че разрастващото се влияние на френския крал може да ощети и без това ощетеното папство и да накърни папския авторитет на божия наместник на земята, той препоръчва за поста граф Хайнрих фон Лютзелбург. Одобрен от духовната и светска власт, Хайнрих VII бива избран за император на Свещената Римска империя на 6 януари 1309, но е коронован подобаващо чак при посещението си до Рим през 1312, умирайки само няколко месеца след коронацията си.
Също така Климент V взема известно участие в дипломатичните отношения с Монголската империя за установяване на Френско-монголски съюз срещу мюсюлманите. През април 1305 монголският илханатски владетел Олзет Хан изпраща свой посланик до Климент V, Филип IV Хубави и Едуард I Английски. Посланици пристигат и през 1307 г., но не е взето никакво сериозно решение за военни действия.

## Съдебни процеси

### Срещу Бонифаций VIII
Още приживе папа Бонифаций VIII е ненавиждан от френския крал и е една от основните теми във френския кралски двор. Френският крал Филип IV Хубави изиграва голяма роля в последните дни от живота на Бонифаций VIII, изпращайки войски в дома му в Анани, където папата е съборен със сила от трона си, бит и оставен без храна и вода. Дори и след смъртта на Бонифаций VIII, Филип Хубави продължава войната срещу него.
Скоро след възкачването на Климент V на папския престол, Филип Хубави настоява за възстановяването на забравеното дело за публично заклеймяване на Бонифаций VIII. Филип Хубави настоява Бонифаций VIII да бъде обявен за еретик, името му зачеркнато от папския списък, тялото му ексхумирано и изгорено, а пепелта му разпиляна по пътищата. Подобно обезчестяване Климент V се старае да избегне, най-вече чрез протакане, и изпълнение на по-малки услуги на краля. Подновява опрощението на краля, дадено му от Бенедикт IX, ръкополага деветима нови френски кардинали, връща братята Колона, премахнати от Бонифаций VIII, обратно в Сакр Колеж, и предава на краля част от църковния данък за следващите пет години. Оттегля вулата Clericis laicos и заявява, че вулата Unam Sanctum, (двете издадени от Бонифаций и противни на френския крал) не важи за краля. Дори пожертва Тамплиерския орден, с надеждата френският крал да се откаже от процеса.
През май 1307 в Поатие, където е подписан мирен договор между Англия и Франция, Филип Хубави отново повдига въпроса за църковен процес срещу папа Бонифаций VIII. Климент V му отговаря, че подобен сериозен въпрос като процес срещу папа не може да бъде разглеждан извън църковен събор, отговор, за известно време задоволяващ краля, който, въпреки това, често напомня на папата за делото срещу Бонифаций VIII. Евентуално кралят надделява, давайки начало на процес, насрочен за 2 февруари 1309. На датата в Авиньон са свикани висшите духовници на Европа за да отсъдят покойния Бонифаций VIII. В списъка със свидетели е и името на папа Климент V, който на 13 септември също дава показания, изявявайки личните си убеждения в невинността на предшественика си. Следват големи забавяния, дължими главно на подробности в протокола. Към началото на 1311 започват разпити и извън Авиньон, във Франция и Италия, но провеждани от френска комисия. До средата на 1311 Филип Хубави се отказва, оставяйки процеса до свикването на Виенския събор, твърдейки, че през цялото време бил с добри намерения. Вследствие Климент V издава официално опрощение на Филип Хубави и на тези, помагали му в процеса.
На Виенския събор свикан на 16 октомври 1311 голяма част от присъстващите се застъпват за Бонифаций VIII. В процеса срещу папата трима кардинали, множество юристи и духовници свидетелстват за доброто име на Бонифаций VIII, а трима каталунски рицари са готови да защитят паметта на Бонифаций VIII със силата на меча си. Бонифаций VIII е оневинен, а Филип Хубави е принуден да се откаже от обвиненията, в замяна на пълно опрощение на делата извършени от него по време на процеса.

### Срещу Тамплиерския орден
След падането на Акра (1291 г.) Орденът на Тамплиерите напуска Светите земи и се завръща в Европа.. Още преди това тамплиерите са станали основна банкерска сила на континента. На ордена се доверяват крале, папи и богати граждани заради отговорността на членовете му и добрата структура на общността им. Още преди възкачването на Климент V, статутът им запада. Завист и гордост между членовете му, ексклузивност и узурпация на епископски права са някои от обвиненията срещу членовете му. В някои части на Европа орденът провокира омразата на аристократи и висши духовници, най-вече във Франция.
В първата година от управлението на папа Климент V, френският крал настоява за разпускането на ордена. Климент се колебае, има желание да слее Тамплиерите с Хоспиталиерите. Някои смятат, че това колебание се дължи на желанието му да поведе нов поход към Светите земи. Климент V се предава и започва разследване срещу ордена по обвиненията в ерес (отричане от Христа, идолопоклонничество, неморалност, отричане на светото причастие, содомия и др.). Филип Хубави, без да чака присъда напада ордена. В петък, 13 октомври 1307, залавя Великия магистър Жак дьо Моле и още сто и четиридесет членове на ордена в Париж. Следва общонационално преследване на останалите Тамплиери и изземане на собствеността им в полза на кралската хазна.
Докато Филип Хубави подканва владетелите на други държави да вземат участие в гонението на Тамплиерите, Климент V научава за мерките взети от френския крал и се възпротивява на грубото изземане на папските правомощия, настоявайки пленниците и тяхната собственост да бъдат предадени под негова закрила, и отнема инквизиционните права на множество френски епископи. Филип IV привидно се подчинява на папската воля, изпълнявайки желанията му.
Скоро Климент V издава нов папски декрет в който заповядва началото на процес срещу съдителите на Тамплиерите из Европа и изслушване на седемдесет и двама членове на ордена, създаването на множество комисии, най-важна от които започва първата си сесия в Париж през август 1309. Действащи в името на папата, разследващите са противници на използването на мъчения за изтръгване на самопризнания, за това пред тях стотици рицари защитават доброто име на Ордена, отричайки показанията дадени пред инквизиторите. Виждайки изхода на изслушванията и комисиите, Ногаре, Плесан и Марини, за да обърнат нещата, принуждават архиепископа на Санс, и брат на Марини, Филип дьо Марини да бъде свикан местен църковен съвет на 12 май 1310 година, в който да бъдат осъдени като преоткрити еретици петдесет и четирима Тамплиери отрекли се от предишните си показания. В същия ден всичките петдесет и четирима са изгорени в Париж, близо до портата Сан Антоан.
Папската комисия в Париж е разпусната за шест месеца, а когато е свикана отново, намира пред себе си само рицари признали обвиненията. Съдбата на ордена е решена на Виенския събор свикан на 16 октомври 1311 в град Виен. Мнозинството от тристате присъстващи е против разпускането на ордена, смятайки обвиненията срещу членовете му за лъжливи. На събора присъства и френският крал, който успява да притисне папата за да получи желаната присъда. На втората сесия на 22 март 1312 е изчетен пред краля и синовете му декрет Vox in excelsis (Глас от висините), в който папата заявява, че въпреки липсата на доказателства срещу ордена, заради чувствата на народа, омразата на френския крал и съмнителната дейност на Ордена, го разпуска по волята на Църквата и по ничия друга.
С друг декрет от 2 май Климент V дава на хоспиталиерите цялата собственост на разпуснатия орден, макар във Франция иззетата собственост на ордена да остава при краля. Колкото до ордена, тези които не отричат първоначалните си показания, са освободени, докато тези, поддържащи твърдението, че обвиненията са лъжа, са съдени като еретици от Инквизицията.
В края на процеса в 1314 общо 54 ръководители на тамплиерския орден са екзекутирани, включително Великият Магистър Жак дьо Моле и Първият нормандски наставник Жофроа дьо Шарне. Техният случай е оставен за разглеждане пред папата и са осъдени на доживотен затвор. При изчитането на присъдата двамата отричат показанията си, обвинявайки се в страхливост. Двамата са признати за еретици и предадени на светските власти и изгорени на клада на 18 март 1314. Някои изследователи смятат, че в процеса срещу тамплиерите над 15 000 души са арестувани, измъчвани и принудени да дадат показания.

## Смърт
По време на престоя си в своята резиденция в Монто, Климент V се разболява тежко и умира на 20 април 1314, тридесет и три дена след екзекуцията на Жак дьо Моле. Докато тялото му лежи в църквата за да бъде погребано на следващия ден, се разразява гръмотевична буря. Мълния удря църквата, започвайки пожар. Когато на сутринта успяват да угасят пожара, откриват тялото на Климент V почти напълно изпепелено. Съгласно завещанието му, останките му са положени в Еглиз Колегиал в Узест, намиращо се в близост до родния му Вилендро.
След неочакваната смърт на папата католическият свят изпада в застой. Конклавът отново е разделен на два лагера. В следващите две години папският престол остава празен, до избора на французина Жак Дюез, приел името Йоан XXII, който се възкачва на престола през 1316.